# Lanšperk
Lanšperk (německy Landsberg) se nachází v Pardubickém kraji, v okrese Ústí nad Orlicí, asi 3 km severovýchodně od okresního města. Lanšperk je administrativně místní částí obce Dolní Dobrouč, ležící asi 2 km od tohoto sídla.

## Historie
První písemná zmínka o obci pochází z roku 1285.

## Topografie
Lanšperk je malá ves rozkládající se z velké části na úbočí kopce Kopaniny (527 m n. m.) v těsné blízkosti zříceniny hradu Lanšperk. Několik domů stojí pod kopcem u silnice č. 360 (spojuje Ústí nad Orlicí a Letohrad), resp. u Tiché Orlice, která kolem vrchu s hradem protéká.
V obci je restaurace a penzion.

## Dopravní obslužnost
Dopravu obci zajišťuje jak železnice, tak autobusová doprava. Železniční stanice Lanšperk je na trati Ústí nad Orlicí – Letohrad jediným místem, kde se mohou křižovat vlaky od Letohradu s vlaky od Ústí.
Sídlem prochází cyklostezka spojující Ústí nad Orlicí a Letohrad, otevřená roku 2007.

## Pamětihodnosti
- zřícenina hradu Lanšperk
- kaple Nanebevzetí Panny Marie - novogotická kaple z konce 19. století (slavnostně vysvěcena 18. července 1898 královéhradeckým biskupem Edvardem Janem Nepomukem Brynychem) vyzdobená poslední cestou od Adolfa Lachmana
- venkovský dům čp. 12
- venkovský dům čp. 13
- Havlíčkova studánka

## Galerie

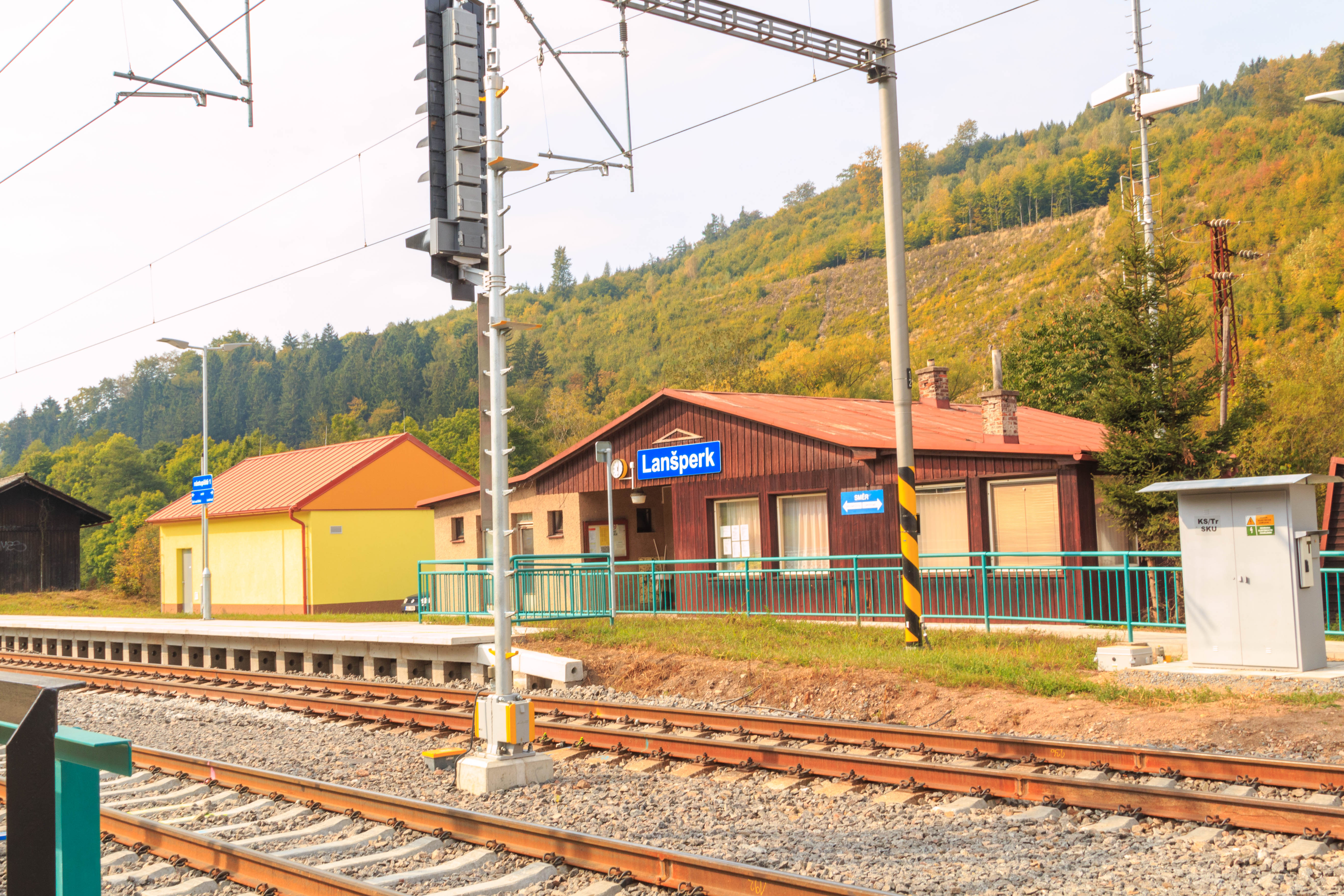
Lanšperk - zastávka
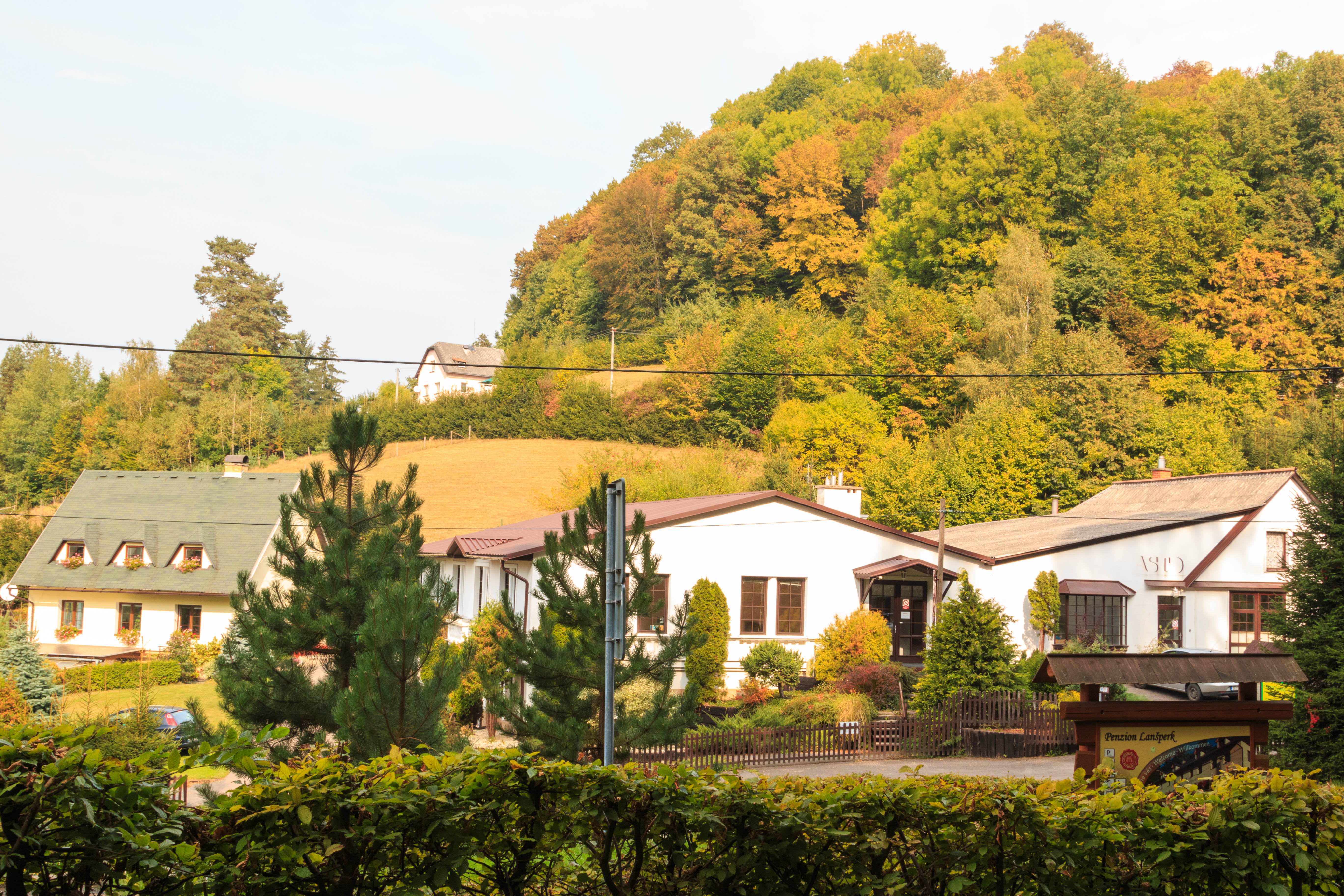
Lanšperk - čp. 65
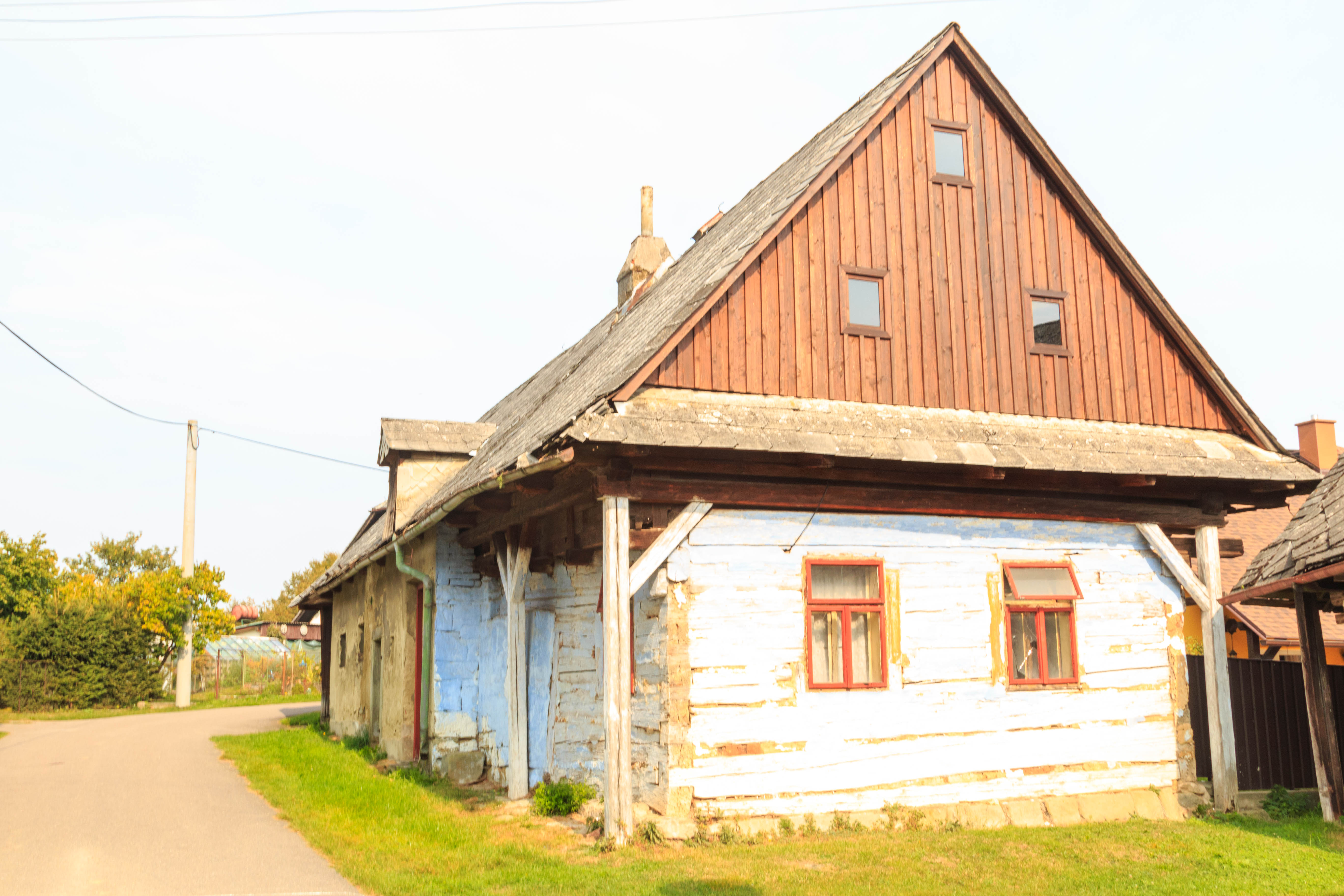
Lanšperk - čp. 13
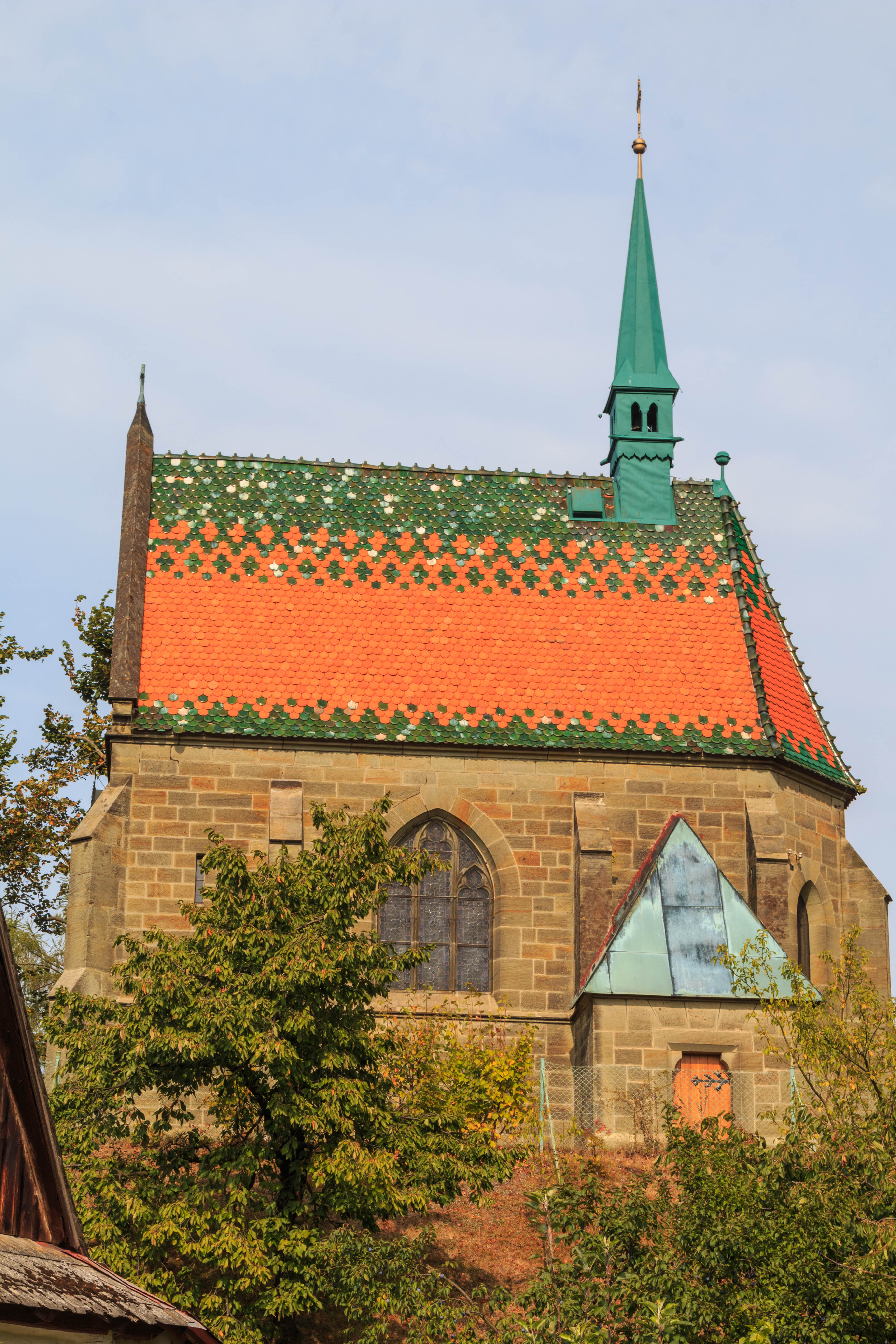
Lanšperk - kaple